# La Pintana
La Pintana  är en kommun i provinsen Santiago som ingår i staden Santiagos storstadsområde. Kommunen har en befolkning på omkring 200 000 invånare. Human Development Index för kommunen är 0.679, vilket placerar den på plats 174 i Chile. Den genomsnittliga inkomsten för hushållen är 13576 US$ (PPP).